# Massacre de Toumour
O massacre de Toumour ocorre em 12 de dezembro de 2020 quando o grupo jihadista Boko Haram realizou ataques terroristas em Toumour, Região de Diffa, no Níger.

## Desenrolar
Em 12 de dezembro, por volta das 19h, cerca de 70 jihadistas oriundos do Lago Chade atacaram a cidade de Toumour, perto de Diffa. Os atacantes atearam fogo no mercado central e em mil casas. Vários moradores morrem queimados, afogados ou baleados. O ataque dura cerca de três horas.
De acordo com declarações à AFP de uma autoridade local eleita, Toumour foi 60% destruída. O ataque é posteriormente reivindicado pelo Boko Haram.

## Perdas humanas
Em 13 de dezembro, a AFP fornece um número de 27 mortos de acordo com um oficial local. O saldo de baixas é então aumentado para 34 mortos. Em nota de imprensa, a Comissão Nacional de Direitos Humanos (CNDH) declarou: “Até 17 de dezembro, havia 34 mortos, incluindo dez por balas, quatro por afogamento e vinte por fogo e cem feridos”. Um luto nacional de três dias, de 15 a 17 de dezembro, foi decretado pelo governo do Níger.